# Lorna Patterson
Lorna Patterson (Whittier, 1º luglio 1956) è un'attrice statunitense.

## Carriera
Membro fondatore della Musical Theatre Guild, ha recitato a teatro in numerosi musical.
Il primo ruolo televisivo di rilievo è stato quello di Nikki Evashevsky nella sitcom del 1979 Working Stiffs, dove recitava al fianco di Michael Keaton e James Belushi.
Tra i suoi ruoli più noti quello di Randy, hostess bionda e svampita nel film commedia L'aereo più pazzo del mondo, e Judy Benjamin, protagonista della serie televisiva Soldato Benjamin.

## Vita privata
Ha sposato l'attore Robert Ginty e poi l'attore e regista Michael Lembeck, con cui ha avuto due figli. Pochi anni dopo aver sposato Lembeck si è convertita all'ebraismo.

## Filmografia

### Cinema
- L'aereo più pazzo del mondo (Airplane!), regia di Zucker-Abrahams-Zucker (1980)
- L'aereo più pazzo del mondo... sempre più pazzo (Airplane II: The Sequel), regia di Ken Finkleman (1982)

### Televisione
- Lou Grant – serie TV, episodio 2x17 (1979)
- Angie – serie TV, episodio 2x14 (1980)
- Soldato Benjamin (Private Benjamin) – serie TV, 39 episodi (1981-1983)
- Poliziotti alle Hawaii (Hawaiian Heat) – serie TV, episodio 1x06 (1984)
- Hotel – serie TV, episodio 5x07 (1987)
- La signora in giallo (Murder, She Wrote) – serie TV, episodio 5x11 (1987)
- Agli ordini papà (Major Dad) – serie TV, episodio 3x06 (1991)